# Callionymus hindsii
Callionymus hindsii är en fiskart som beskrevs av Richardson, 1844. Callionymus hindsii ingår i släktet Callionymus och familjen sjökocksfiskar. Inga underarter finns listade.